# Friedrich Kurd von Alten

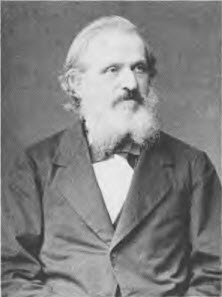
Friedrich Kurd von Alten

Friedrich Kurd von Alten (* 6. Januar 1822 in Großgoltern bei Hannover; † 6. Oktober 1894 in Trier) war ein oldenburgischer Oberkammerherr, Archäologe sowie Leiter der Großherzoglichen Sammlungen.

## Leben

### Herkunft
Friedrich entstammte dem Adelsgeschlecht von Alten. Er war der Sohn des hannoverschen Oberhauptmanns und Gutsbesitzers Karl Edmund Georg von Alten (1758–1841) und dessen zweiter Ehefrau Sophie, geborene von Korff (1783–1846).

### Karriere
Alten wurde von Hauslehrern unterrichtet und schlug zunächst die Offizierslaufbahn ein. Ab 1836 besuchte er die Militärschule in Hannover, wurde im September 1838 zum Sekondeleutnant befördert und diente bis 1846 als Husaren-Offizier in der Hannoverschen Armee. Am 1. Januar 1847 trat er als Kammerjunker in den oldenburgischen Hofdienst über.
Gleich zu Beginn seiner Tätigkeit in Oldenburg wurde Alten die Verwaltung der Großherzoglichen Privatbibliothek übertragen, in der er Anregungen für seine eigene schriftstellerische Arbeit erhielt. Daneben wurde er mit Ankäufen für die Gemäldegalerie betraut und 1851 zum Kammerherrn ernannt. Von 1856 bis 1873 war er Vorsitzender des Kunstvereins, setzte sich maßgeblich für den Bau des Augusteums sowie des Museumsgebäudes am Damm ein. Ab 1861 war Alten mit höfisch-diplomatischen Missionen betraut, die ihn im selben Jahr nach Athen führten. 1862 wurde er zum Schlosshauptmann ernannt und trat in diesem Jahr dem Vorstand der Großherzoglichen Kunst- und wissenschaftlichen Sammlungen bei, die er bis 1894 leitete und ausbaute. 1865 folgte die Ernennung zum Vizeoberkammerherrn. 1866 reiste er nach Hannover, wo er König Georg und die Regierung vergeblich vor einem Bündnis mit Österreich im bevorstehenden Deutschen Krieg  warnte. 1867 wurde er Mitglied der Literarischen Gesellschaft. Im selben Jahr reorganisierte er die Großherzoglichen Sammlungen, vereinigte die bisher im Oldenburger Schloss aufbewahrte Altertümersammlung mit dem Naturalienkabinett und richtete eine völkerkundliche Abteilung ein. 1869 wurde Alten schließlich zum Oberkammerherrn ernannt. Er förderte die regional orientierte naturkundliche Arbeit des späteren Museumsdirektors Friedrich Wiepken (1815–1897), gab der Altertumsforschung innerhalb des Großherzogtums neuen Antrieb.
Altens zahlreiche Veröffentlichungen mit den Schwerpunkten auf Kunstgeschichte, Landesgeschichte sowie Ur- und Frühgeschichte zeigen seine vielfältigen Interessen und weitgespannten Arbeitsgebiete. Seit 1869 beschäftigte er sich eingehend mit den vorgeschichtlichen Überresten des Landes und führte nach Carl Heinrich Nieberding als erster umfassende Untersuchungen der zu Beginn des 19. Jahrhunderts entdeckten Bohlenwege durch, die er allerdings fälschlich der Römer-Theorie unterordnete. Aufgrund seiner Grabungen gehörte er zu den Begründern der deutschen Moorwegforschung und spielte ebenfalls eine führende Rolle im Vorstand des 1875 gegründeten Oldenburger Landesvereins für Altertumskunde. Ab 1877 verlieh ihm der Großherzog den Titel Exzellenz.

### Bedeutung
Altens Bedeutung beruht in erster Linie auf der Rolle, die er im kulturellen Leben Oldenburgs in der zweiten Hälfte des 19. Jahrhunderts spielte. Als Hofbeamter in der unmittelbaren Umgebung des Großherzogs und als Museumsleiter sicherte er sich eine Schlüsselposition und wirkte auf vielen Gebieten als Anreger und Initiator. Insbesondere für den Ankauf von Kunstwerken wirkte er beratend auf den Großherzog ein und diente als Vermittler für zeitgenössische Künstler ebenso wie für Kunsthändler. In zweiter Linie war Alten aufgrund seiner Forschungen und Veröffentlichungen bedeutsam.

### Familie
Alten war zweimal verheiratet. Wenige Monate nach seinem Eintritt in den oldenburgischen Hofdienst heiratete er am 14. April 1847 Ida Schorcht (1823–1856). Nach ihrem frühen Tod heiratete er am 21. September 1857 Marie Freiin von Gayl (1827–1908), die Tochter des Generalleutnants Ludwig Dietrich Eugen von Gayl (1785–1853). Aus seiner ersten Ehe stammten vier Kinder, von denen Georg (1848–1904) preußischer Generalmajor wurde, Paul (1853–1907) preußischer Forstmeister und Viktor (1854–1917) preußischer Landrat. In der zweiten Ehe wurden zwei Kinder geboren, darunter der spätere Parlamentarier Kurt von Alten. Der Landrat Ernst von Gayl war sein Schwager.

## Werke
- Der Krieg in Schleswig 1848. Oldenburg. 1850.
- Der Sachsenspiegel, Landrecht und Lehnrecht.
- Graf Christoff von Oldenburg und die Grafenfehde (1534-1536): ein Beitrag zur Geschichte des Dänischen Interregnums. Hamburg. 1853.
- Zur Erinnerung an Friedrich Wilhelm, Herzog von Braunschweig, und dessen Zug von den Grenzen Böhmens nach Elsfleth 1809. Oldenburg. 1859.
- Verzeichnis der im Großherzoglichen Schlosse zu Eutin befindlichen Portraits. Oldenburg. 1860.
- Fragen und Antworten eines Deutschen an seine Brüder in Schleswig-Holstein. Ohne Ortsangabe. Ohne Jahr (um 1864).
- Cornelis Ploos van Amstel, Kunstliebhaber und Kupferstecher. Leipzig. 1864.
- Der Maler Asmus Jacob Carstens. Schleswig. 1865.
- Versuch eines Verzeichnisses der Werke und Entwürfe von Asmus Jacob Carstens mit Angabe der Vervielfältigungen. Oldenburg. 1866
- Georg Ludwig, Herzog von Schleswig-Holstein-Gottorp. Oldenburg. 1867.
- Verzeichnis der Gemälde und Gipsabdrücke in der Großherzoglichen Sammlung zu Oldenburg. Oldenburg. 1868.
- Aus Tischbein's Leben und Briefwechsel. Als Hg. Leipzig. 1872.
- Die Bohlwege (Römerwege) im Herzogthum Oldenburg. Oldenburg. 1879.
- Die Renaissance-Decke im Schlosse zu Jever. Leipzig 1883.
- Die Bohlenwege im Flußgebiet der Ems und Weser. Oldenburg. 1888.
- Goethes Harzreisen. Oldenburg. 1884.
- Die Hexen-Eiche. Eine Teufels- und Blendgeschichte. o. O.

Weiterhin veröffentlichte Alten mehrere Manuskripte im Staatlichen Museum für Naturkunde und Vorgeschichte, Oldenburg. Altens Briefwechsel wurde bei den Akten des Landesvereins für Altertumskunde, StAO, archiviert.